# おぼろ駕籠
『おぼろ駕籠』（おぼろかご）は、1951年（昭和26年）1月13日公開の日本映画である。松竹製作・配給。監督は伊藤大輔、主演は阪東妻三郎。モノクロ、スタンダード、97分。
大佛次郎が毎日新聞の夕刊に連載した同名時代小説の映画化で、スター俳優を起用した松竹の正月映画である。主演の阪東が円熟した立ち回りを見せている。配収は5335万円で、本年度の邦画配収ランキング第10位となった。

## スタッフ
- 監督：伊藤大輔
- 製作：小倉浩一郎
- 脚本：依田義賢
- 原作：大佛次郎（夕刊毎日新聞連載）
- 撮影：石本秀雄
- 音楽：鈴木静一
- 美術：水谷浩
- 監督助手：渡辺実、内出好吉
- 整理：坂根田鶴子
- 時代考証：甲斐庄楠音
- 主題歌（「おぼろ小唄」「おぼろ駕籠」）：コロムビア・レコード
  - 作詞：西條八十
  - 作曲：古関裕而
  - 唄：小畑実（「おぼろ小唄」）
  - 唄：久保幸江（「おぼろ駕籠」）

## キャスト
- 夢覚和尚：阪東妻三郎
- お仲：田中絹代
- 三澤：山田五十鈴
- お蝶：折原啓子
- 小柳進之助：佐田啓二
- 本多内蔵介：月形龍之介
- 沼田隠岐守：菅井一郎
- 横地田新太：市川笑猿
- 門前の亀蔵：伊志井寛
- 多治見典蔵：清水将夫
- 蝙蝠の吉太郎：三井弘次
- 小野田数馬：永田光男
- 小柳市太郎：安部徹
- 用人生島：山本礼三郎
- 筧半十郎：加東大介
- 大関伊予守：小堀誠
- お松：若杉曜子
- お通：月宮乙女
- 大崎：常盤操子
- お辰：京町みち代
- お勝：北見礼子
- 横地田道八郎：富本民平
- 仁木友三郎：寺島雄作
- 房公：青山宏
- 森山弥兵衛：田中謙三
- 横地田善兵衛：天野刃一
- 信濃屋傳右衛門：玉島愛造
- 信濃屋の寮番：遠山満
- 同心八田：笹川富士夫
- 子規庵仲居：河上君栄